# Front thời tiết

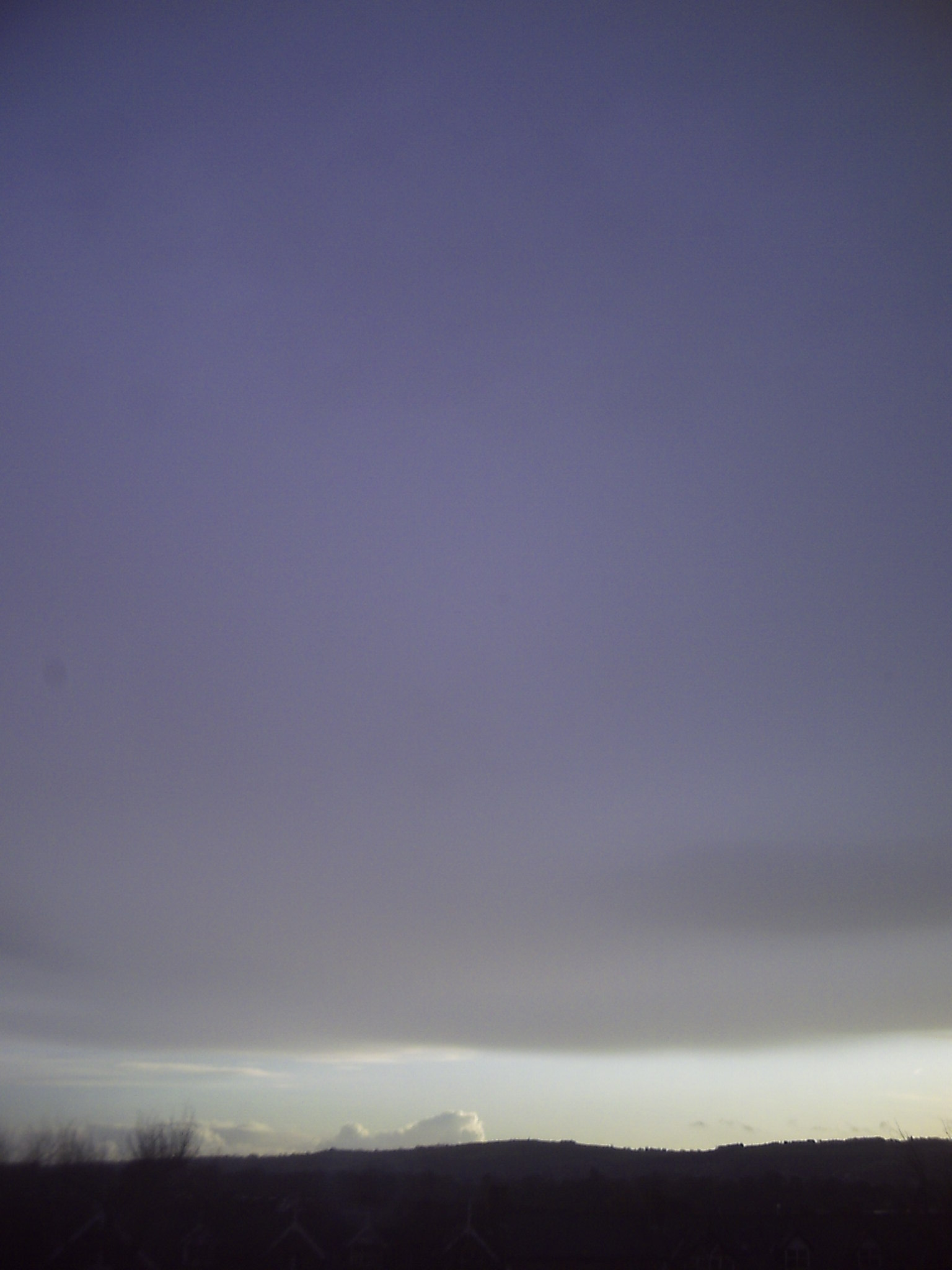
Tiếp cận front thời tiết thường có thể nhìn thấy từ mặt đất, nhưng không phải lúc nào cũng được định nghĩa dễ dàng như thế này.

Front thời tiết (Front phát âm là phrông hoặc phờ-rông) có nguồn gốc từ tiếng pháp tiếng Pháp front có nghĩa là biên giới) là một ranh giới phân tách hai khối không khí có nhiệt độ khác nhau và là nguyên nhân chính gây ra các hiện tượng khí tượng ở bên ngoài vùng nhiệt đới. Trong phân tích thời tiết bề mặt, các front được miêu tả bằng cách sử dụng các hình tam giác và vòng tròn màu khác nhau, tùy thuộc vào kiểu front. Khối lượng không khí bị ngăn cách bởi một front thường khác nhau về nhiệt độ và độ ẩm. front lạnh có thể có các dải hẹp của các cơn dông và thời tiết khắc nghiệt, và có thể được đi trước bởi các đường squall hoặc đường khô. front nóng thường có mưa và sương mù. Thời tiết thường trở nên trong sáng sau khi một front đi qua. Một số front không có mưa và ít mây, mặc dù luôn thay đổi gió.
front lạnh và front hấp lưu thường di chuyển từ tây sang đông, trong khi các front nóng di chuyển hướng cực. Do có mật độ không khí cao hơn, front lạnh và front hấp lưu di chuyển nhanh hơn front nóng và các hấp lưu ấm. Dãy núi và các vùng nước nóng có thể làm chậm chuyển động của front. Khi một front trở nên tĩnh, và độ tương phản mật độ trên ranh giới mặt trước biến mất,front có thể thoái hoá thành một đường phân cách các vùng có vận tốc gió khác nhau, gọi là đường cắt. Điều này phổ biến nhất trong đại dương.

## Phân loại Bergeron về khối lượng không khí
Phân loại Bergeron là phân loại về khối lượng không khí được chấp nhận rộng rãi nhất. Việc phân loại không khí bao gồm ba chữ cái. Chữ cái đầu tiên mô tả tính chất độ ẩm của nó, với c được sử dụng cho khối lượng không khí lục địa (khô) và m đối với không khí biển (ẩm). Ký tự thứ hai mô tả các đặc tính nhiệt của vùng nguồn của nó: T cho nhiệt đới, P cho cực, A cho Bắc cực hoặc Nam Cực, M cho gió mùa, E cho xích đạo, và S cho không khí cao hơn (không khí khô hình thành do chuyển động đi lên đáng kể trong bầu khí quyển). Các chữ cái thứ ba được sử dụng để chỉ định sự ổn định của khí quyển. Nếu không khí lạnh hơn mặt đất dưới nó, nó có nhãn k. Nếu không khí nóng hơn mặt đất dưới nó, nó được gắn nhãn w. front tách riêng khối lượng không khí các loại hoặc nguồn gốc khác nhau, và có vị trí dọc theo các khe máng (trough) của áp suất thấp hơn.

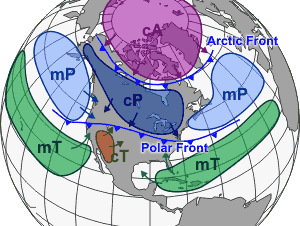
Các khối không khí khác nhau ảnh hưởng đến Bắc Mỹ, cũng như các lục địa khác, có khuynh hướng bị ngăn cách bởi ranh giới front. Trong hình minh hoạ này, front Bắc cực phân cách Bắc cực khỏi khối lượng không khí cực, trong khi front cực tách không khí cực ra khỏi khối lượng không khí nóng. (cA là lục địa Bắc cực, cP là cực lục địa, mP là cực biển, cT là lục địa, và mT là biển nhiệt đới.)

## Phân tích thời tiết bề mặt

Biểu hiệu bản đồ thời tiết:
1. Frông lạnh
2. Frông nóng
3. Frông tĩnh
4. Frông hấp lưu
5. Khe máng bề mặt
6. đường squall
7. đường khô
8. sóng nhiệt đới
9. Trowal

Phân tích thời tiết bề mặt là một loại bản đồ thời tiết đặc biệt cung cấp một cái nhìn về các yếu tố thời tiết trên một khu vực địa lý tại một thời điểm nhất định dựa trên thông tin từ các trạm thời tiết dựng trên mặt đất .
Bản đồ thời tiết được tạo ra bằng cách vẽ hoặc tra cứu các giá trị của các số liệu liên quan như áp suất mặt biển, nhiệt độ, và mây che phủ lên một bản đồ địa lý để giúp tìm các tính năng quy mô lớn như các front thời tiết.
Phân tích thời tiết bề mặt có các biểu hiệu đặc biệt cho thấy các hệ thống front, mây che phủ, mưa, hoặc các thông tin quan trọng khác. Ví dụ, một H có thể đại diện cho áp suất cao, ngụ ý bầu trời trong lành và thời tiết tương đối ấm. Một L, mặt khác, có thể đại diện cho áp suất thấp, thường đi kèm với mưa. Các biểu tượng khác nhau được sử dụng không chỉ cho các khu vực front và các ranh giới bề mặt khác trên bản đồ thời tiết mà còn để mô tả thời tiết hiện tại tại các vị trí khác nhau trên bản đồ thời tiết. Khu vực mưa giúp xác định kiểu và vị trí của front.

## Các loại Front
Có hai từ khác nhau được sử dụng trong khí tượng học để mô tả thời tiết xung quanh vùng front. Thuật ngữ "anafront" mô tả ranh giới cho thấy sự bất ổn, nghĩa là không khí nâng lên nhanh chóng dọc theo và vượt qua ranh giới để gây ra những thay đổi thời tiết đáng kể. Một "katafront" thì yếu hơn, mang lại sự thay đổi nhỏ về nhiệt độ và độ ẩm, cũng như lượng mưa hạn chế.

### Front lạnh
Một front lạnh nằm ở mép đầu của nhiệt độ giảm, trong một phân tích đẳng nhiệt cho thấy là cạnh hàng đầu của độ chênh lệch đẳng nhiệt, và nó thường nằm trong một khe máng (trough) bề mặt sắc nét. front lạnh thường mang theo dông bão, mưa và mưa đá. front lạnh có thể tạo ra những thay đổi thời tiết rõ rệt và di chuyển nhanh gấp hai lần front nóng, vì không khí lạnh dày đặc hơn không khí ấm và thay thế nhanh không khí nóng trước ranh giới. Trên bản đồ thời tiết, vị trí bề mặt của front lạnh được đánh dấu bằng một đường màu xanh lam của các đường hình tam giác chỉ về hướng di chuyển, và nó được đặt ở cạnh đầu của khối không khí lạnh. front lạnh kết hợp với khu vực áp suất thấp. Khái niệm về không khí lạnh hơn, dày đặc "chêm" dưới không khí nóng ít dày đặc hơn thường được sử dụng để miêu tả không khí được nâng lên theo ranh giới front như thế nào. Không khí lạnh lọt sâu dưới không khí ấm hơn tạo ra những cơn gió mạnh nhất chỉ ngay phía trên mặt đất, một hiện tượng thường liên quan đến những cơn gió mạnh làm hư hỏng tài sản. Nó sau đó sẽ tạo thành một dòng hẹp của mưa rào và dông bão nếu có đủ độ ẩm hiện diện. Tuy nhiên, khái niệm này không phải là một mô tả chính xác các quá trình vật lý, chuyển động đi lên không phải sinh ra là do không khí ấm "chồm lên" không khí dày đặc, lạnh, mà là sự tuần hoàn hình thành front là động lực đẩy lên trên.

### Front nóng
front nóng nằm ở rìa hàng đầu của một khối không khí ấm đồng đều, nằm trên cạnh hướng đường xích đạo của độ chênh lệch trong đẳng nhiệt, và nằm trong các khe máng (trough) rộng hơn của áp suất thấp so với front lạnh. front nóng di chuyển chậm hơn front lạnh, thường xảy ra vì không khí lạnh dày đặc hơn và khó di chuyển ra khỏi bề mặt trái đất. Điều này cũng thúc đẩy sự khác biệt nhiệt độ ở các front nóng để được rộng hơn về quy mô. Các đám mây phía trước front nóng chủ yếu là mây tầng, mưa rơi tăng dần khi front tiến gần. Sương mù cũng có thể xảy ra phía trước tuyến đường front nóng. Trong sáng và trở nên ấm hơn thường nhanh chóng xảy ra sau khi front nóng đi qua. Nếu khối lượng không khí nóng không ổn định, các cơn dông bão có thể được nhúng trong các đám mây tầng phía trước front, và sau khi front đi qua mưa rào có sấm sét có thể tiếp tục. Trên bản đồ thời tiết, vị trí bề mặt của front nóng được đánh dấu bằng một đường màu đỏ hình bán nguyệt chỉ về hướng di chuyển .

#### Front hấp lưu
front hấp lưu được hình thành trong quá trình hình thành xoáy thuận (cyclogenesis) khi một front lạnh vượt qua một front nóng. Các front lạnh và nóng uốn cong tự nhiên vào điểm hấp lưu, còn được gọi là điểm ba trạng thái trong khí tượng học. Nó nằm trong một khe máng mạnh, nhưng khối lượng không khí phía sau ranh giới có thể là nóng hoặc lạnh. Trong một hấp lưu lạnh, khối lượng không khí vượt qua front nóng mát hơn không khí mát phía trước front nóng, và rẽ xuống dưới cả hai khối lượng không khí. Trong một hấp lưu nóng, khối lượng không khí vượt qua front nóng không mát như không khí lạnh trước mặt front nóng, và đi trên không khí lạnh hơn trong khi nâng không khí nóng lên. Nhiều thời tiết khác nhau có thể được tìm thấy dọc theo một front hấp lưu, với những dông bão có thể xảy ra, nhưng thông thường tuyến đường của chúng liên kết với khối lượng không khí trở nên khô. Các front hấp lưu được chỉ ra trên một bản đồ thời tiết bằng một đường màu tím với một nửa vòng tròn xen kẽ và hình tam giác chỉ về hướng di chuyển. Các front hấp lưu thường hình thành xung quanh các khu vực có áp suất thấp trưởng thành.
Trowal là đường phản chiếu trên bề mặt trái đất của một dãy không khí nóng ở trên cao, mà có thể hình thành trong quá trình hấp lưu của một vùng áp suất thấp.

#### Front tĩnh
front tĩnh là một ranh giới không di chuyển giữa hai khối lượng không khí khác nhau, không khối đủ mạnh để thay thế khối khác. Chúng có xu hướng ở lại trong cùng một khu vực trong một thời gian dài, thường là di chuyển bằng sóng . Thường có một sự chênh lệch nhiệt độ rộng đằng sau ranh giới với các đẳng nhiệt có không gian rộng rãi hơn. Nhiều thời tiết khác nhau có thể được tìm thấy dọc theo front tĩnh, nhưng thường có những đám mây và mưa kéo dài được tìm thấy ở đó. front tĩnh hoặc sẽ tiêu tan sau vài ngày hoặc chuyển sang đường cắt, nhưng có thể thay đổi thành front lạnh hoặc nóng nếu điều kiện ở trên cao thay đổi gây ra việc vận hành một khối lượng hoặc khối khác. front tĩnh được đánh dấu trên bản đồ thời tiết với các vòng tròn màu đỏ xen kẽ và các đường viền màu xanh dương chỉ về hướng đối diện, cho thấy không có chuyển động đáng kể nào.
Khi các front tĩnh trở nên nhỏ hơn về quy mô, thoái hoá đến một vùng hẹp, nơi hướng gió thay đổi trong một khoảng cách ngắn, chúng được gọi là các đường cắt. Nếu đường cắt sẽ trở nên hoạt động với các dông bão, nó có thể hỗ trợ hình thành một cơn bão nhiệt đới hoặc tái sinh của các tính năng trở lại thành một front tĩnh. Một đường cắt được mô tả dưới dạng một đường chấm màu đỏ và dấu gạch ngang .

### Đường khô
Đường khô là ranh giới giữa khối lượng không khí khô và ẩm ướt ở phía đông dãy núi với định hướng tương tự tới dãy núi Rockies, được miêu tả ở rìa hàng đầu của điểm sương, hoặc độ ẩm, độ chệnh lệch. Ở gần bề mặt, không khí ấm ẩm ướt dày đặc hơn là không khí ấm hơn, khô hơn chen vào bên dưới không khí khô theo cách thức tương tự như front lạnh chen vào bên dưới không khí ấm hơn . Khi không khí ấm ẩm ướt dưới lớp khô làm nóng lên, nó trở nên ít dày đặc và nâng lên và đôi khi tạo thành các dông bão. Ở độ cao lớn hơn, không khí ấm ẩm ướt không dày đặc hơn không khí mát hơn, khô hơn và độ dốc ranh giới đảo ngược. Trong vùng lân cận của vùng đảo ngược ở trên cao, thời tiết khắc nghiệt có thể xảy ra, đặc biệt khi một điểm ba trạng thái được hình thành với một front lạnh.
Trong những giờ ban ngày, không khí khô hơn từ trên cao chảy xuống bề mặt, làm cho một chuyển động rõ nét của đường khô hướng về phía đông. Vào ban đêm, ranh giới quay về phía tây vì không còn hệ thống sưởi ấm bằng năng lượng mặt trời nữa để hòa trộn bầu khí quyển thấp hơn. Nếu đủ độ ẩm hội tụ trên đường khô, nó có thể là trọng tâm của các cơn dông bão vào buổi chiều và buổi tối. Một đường khô được mô tả trên các phân tích bề mặt của Hoa Kỳ như một đường màu nâu với những con sò điệp, hoặc những va chạm, đối mặt vào trong khu vực ẩm ướt. Các đường khô là một trong số ít front bề mặt, nơi các hình dạng đặc biệt dọc theo ranh giới vạch ra không nhất thiết phản ánh hướng chuyển động của ranh giới.

### Đường bão

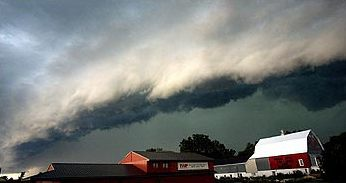
Một đám mây kệ như cái này có thể là một dấu hiệu cho thấy một sự gia tăng tốc độ gió sắp xảy ra

Các khu vực hoạt động của cơn dông bão không chỉ củng cố các khu vực front hiện có mà còn có thể vượt qua các front lạnh. Quá trình này xảy ra trong một mẫu mực nơi mà dòng jet cấp cao chia thành hai luồng. Hệ thống đối lưu cấp trung (MCS) hình thành ở điểm phân chia cấp cao trong mô hình gió ở khu vực có dòng chảy tốt nhất cấp thấp. Hệ đối lưu sau đó di chuyển về phía đông và đi theo hướng xích đạo vào trong khu vực ấm, song song với các đường cấp thấp dày đặc. Khi đối lưu mạnh và thẳng hoặc uốn cong, MCS được gọi là một đường squall, với tính năng đặt ở mép hàng đầu, nơi có gió lớn và áp suất tăng lên. Ngay cả các khu vực có sấm sét yếu hơn và ít hiệu quả hơn sẽ dẫn đến không khí mát mẻ cục bộ và áp lực cao hơn, và ranh giới dòng chảy ra ngoài tồn tại trước loại hoạt động này, "SQLN" hoặc "SQUALL LINE", trong khi ranh giới dòng chảy ra ngoài được miêu tả là khe máng với nhãn "OUTFLOW BOUNDARY "hoặc" OUTFLOW BNDRY".

## Gây mưa

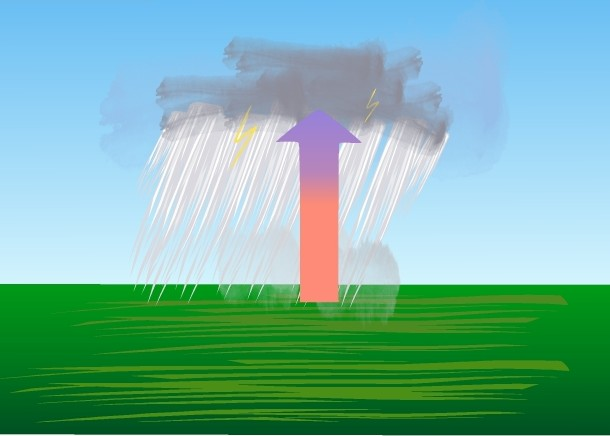
Mưa đối lưu

Front là nguyên nhân chính gây ra thời tiết đáng kể. Mưa đối lưu (mưa, mưa bão và thời tiết không ổn định liên quan) là do không khí được nâng lên và ngưng tụ thành đám mây do sự chuyển động của front lạnh hoặc sự hấp lưu lạnh dưới một không khí ẩm nóng. Nếu sự khác biệt về nhiệt độ của hai khối lượng không khí có liên quan là lớn và sự hỗn loạn là cực đoan do gió đứt và sự hiện diện của một dòng tia mạnh, đám mây cung và lốc xoáy có thể xảy ra.
Vào mùa nóng, khe máng (trough), gió, ranh giới dòng chảy ra và các hấp lưu có thể dẫn đến sự đối lưu nếu đủ độ ẩm có sẵn. Mưa được tạo ra thông qua hoạt động nâng không khí di chuyển trên địa hình như núi và đồi, phổ biến nhất sau khi các front lạnh đi vào vùng núi. Đôi khi có thể xảy ra trước các front nóng di chuyển về phía bắc theo phía đông của địa hình đồi núi. Tuy nhiên, mưa dọc theo front nóng tương đối đều đặn, như mưa hoặc mưa phùn. Sương mù, đôi khi rộng và dày đặc, thường xảy ra ở các khu vực trước front nóng. Mặc dù, không phải tất cả các front đều tạo ra mưa hoặc thậm chí có mây bởi vì độ ẩm phải có trong khối lượng không khí tụ lại gây ra.

## Vận chuyển
Các front thường được hướng dẫn bằng gió ở phía trên, nhưng không di chuyển nhanh. front lạnh và front hấp lưu ở Bắc bán cầu thường di chuyển từ tây bắc đến đông nam, trong khi front nóng di chuyển theo hướng cực hơn theo thời gian. Ở Bắc bán cầu, một front nóng di chuyển từ hướng tây nam sang đông bắc. Ở Nam bán cầu, lại ngược lại; front lạnh thường di chuyển từ tây nam xuống phía đông bắc, và một front nóng chuyển từ tây bắc xuống đông nam. Sự vận chuyển phần lớn là do lực chênh lệch áp suất (sự khác biệt theo chiều ngang trong áp suất khí quyển) và hiệu ứng Coriolis, được gây ra bởi sự quay của Trái Đất quanh trục của nó. Khu vực front có thể được làm chậm đi bởi các đặc điểm địa lý như núi và các vùng nước ấm lớn.